# Пепељевац (Крушевац)
Пепељевац је насељено место града Крушевца у Расинском округу. Према попису из 2022. било је 1942 становника (према попису из 1991. било је 2262 становника).

## Демографија
У насељу Пепељевац живи 1715 пунолетних становника, а просечна старост становништва износи 42,0 година (40,5 код мушкараца и 43,4 код жена). У насељу има 594 домаћинства, а просечан број чланова по домаћинству је 3,54.
Ово насеље је великим делом насељено Србима (према попису из 2002. године).
|  |

| Демографија | Демографија | Демографија |
| Година      | Становника  | Становника  |
| ----------- | ----------- | ----------- |
| 1948.       | 1.724       |             |
| 1953.       | 1.770       |             |
| 1961.       | 1.911       |             |
| 1971.       | 1.933       |             |
| 1981.       | 1.975       |             |
| 1991.       | 2.262       | 2.230       |
| 2002.       | 2.101       | 2.138       |

| Етнички састав према попису из 2002.‍ | Етнички састав према попису из 2002.‍ | Етнички састав према попису из 2002.‍ | Етнички састав према попису из 2002.‍ | Етнички састав према попису из 2002.‍ |
| ------------------------------------ | ------------------------------------ | ------------------------------------ | ------------------------------------ | ------------------------------------ |
|                                      |                                      |                                      |                                      |                                      |
| Срби                                 | Срби                                 |                                      | 2.079                                | 98,95%                               |
| Црногорци                            | Црногорци                            |                                      | 6                                    | 0,28%                                |
| Југословени                          | Југословени                          |                                      | 4                                    | 0,19%                                |
| Хрвати                               | Хрвати                               |                                      | 1                                    | 0,04%                                |
| Македонци                            | Македонци                            |                                      | 1                                    | 0,04%                                |
| непознато                            | непознато                            |                                      | 8                                    | 0,38%                                |

| Година пописа     | 1948. | 1953. | 1961. | 1971. | 1981. | 1991. | 2002. |
| ----------------- | ----- | ----- | ----- | ----- | ----- | ----- | ----- |
| Број домаћинстава | 347   | 361   | 428   | 479   | 488   | 582   | 594   |

| Број чланова      | 1  | 2   | 3  | 4   | 5  | 6  | 7  | 8 | 9 | 10 и више | Просек |
| ----------------- | -- | --- | -- | --- | -- | -- | -- | - | - | --------- | ------ |
| Број домаћинстава | 76 | 131 | 94 | 125 | 68 | 70 | 23 | 4 | 2 | 1         | 3,54   |

| Пол    | Укупно | Неожењен/Неудата | Ожењен/Удата | Удовац/Удовица | Разведен/Разведена | Непознато |
| ------ | ------ | ---------------- | ------------ | -------------- | ------------------ | --------- |
| Мушки  | 894    | 223              | 605          | 46             | 19                 | 1         |
| Женски | 911    | 141              | 602          | 151            | 17                 | 0         |
| УКУПНО | 1.805  | 364              | 1.207        | 197            | 36                 | 1         |

| Пол    | Укупно                    | Пољопривреда, лов и шумарство | Рибарство                            | Вађење руде и камена | Прерађивачка индустрија       |
| ------ | ------------------------- | ----------------------------- | ------------------------------------ | -------------------- | ----------------------------- |
| Мушки  | 393                       | 44                            | 0                                    | 6                    | 204                           |
| Женски | 192                       | 32                            | 0                                    | 1                    | 73                            |
| УКУПНО | 585                       | 76                            | 0                                    | 7                    | 277                           |
| Пол    | Производња и снабдевање   | Грађевинарство                | Трговина                             | Хотели и ресторани   | Саобраћај, складиштење и везе |
| Мушки  | 12                        | 19                            | 49                                   | 7                    | 15                            |
| Женски | 0                         | 6                             | 31                                   | 9                    | 3                             |
| УКУПНО | 12                        | 25                            | 80                                   | 16                   | 18                            |
| Пол    | Финансијско посредовање   | Некретнине                    | Државна управа и одбрана             | Образовање           | Здравствени и социјални рад   |
| Мушки  | 2                         | 4                             | 11                                   | 6                    | 6                             |
| Женски | 3                         | 0                             | 4                                    | 8                    | 20                            |
| УКУПНО | 5                         | 4                             | 15                                   | 14                   | 26                            |
| Пол    | Остале услужне активности | Приватна домаћинства          | Екстериторијалне организације и тела | Непознато            | Непознато                     |
| Мушки  | 5                         | 0                             | 0                                    | 3                    | 3                             |
| Женски | 2                         | 0                             | 0                                    | 0                    | 0                             |
| УКУПНО | 7                         | 0                             | 0                                    | 3                    | 3                             |